# نيك وليامز (لاعب اتحاد الرغبي)
نيك وليامز (بالإنجليزية: Nick Williams)‏ هو لاعب اتحاد الرغبي نيوزيلندي، ولد في 2 ديسمبر 1983 في أوكلاند في نيوزيلندا.

## وصلات خارجية
- نيك وليامز عل موقع إسبنسكروم (الإنجليزية)
- نيك وليامز على موقع ItsRugby.co.uk (الإنجليزية)